# Saxifraga miralana
Saxifraga miralana är en stenbräckeväxtart som beskrevs av H. Sm.. Saxifraga miralana ingår i Bräckesläktet som ingår i familjen stenbräckeväxter. Inga underarter finns listade i Catalogue of Life.